# 마탈라 라자팍사 국제공항

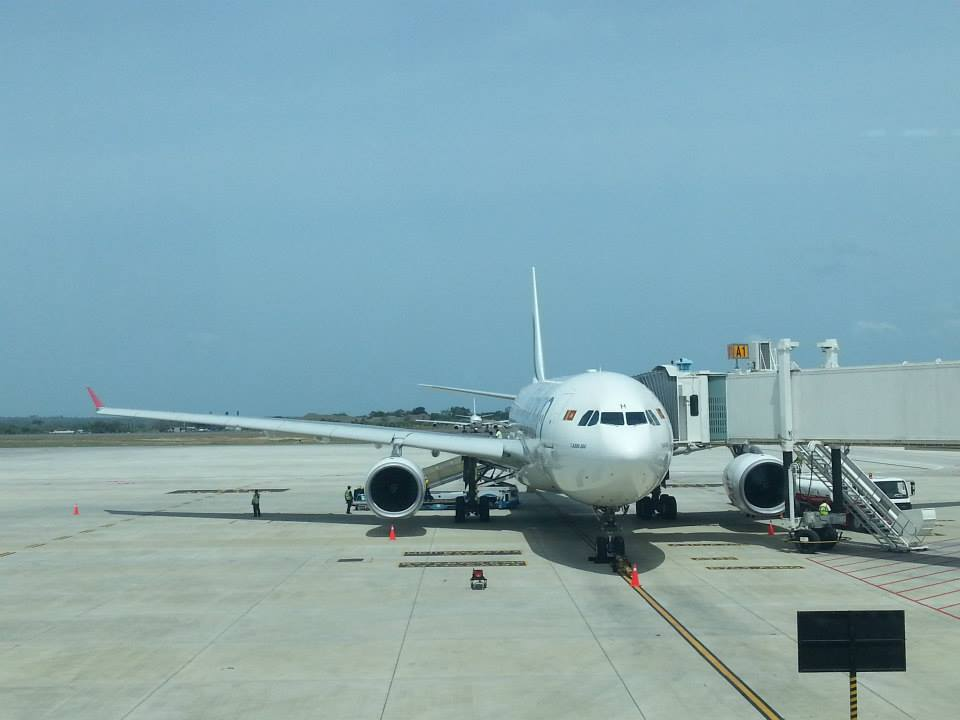

마탈라 라자팍사 국제공항(Mattala Rajapaksa International Airport, IATA: HRI, ICAO: VCRI)은 스리랑카 남동부를 관할하는 국제공항이다. 함반토타에서 18킬로미터 떨어진 마탈라에 위치해 있다.
2013년 3월 이 공항의 건설을 명한 마힌다 라자팍사 대통령에 의해 개항하였다. 처음에는 허브를 세운 스리랑카 항공을 포함한 여러 항공사들이 이 공항으로 비행했다. 그러나 낮은 수요로 인해 이 항공사들 대부분이 마탈라를 떠났다.

## 같이 보기
- 반다라나이케 국제공항